# Saltney

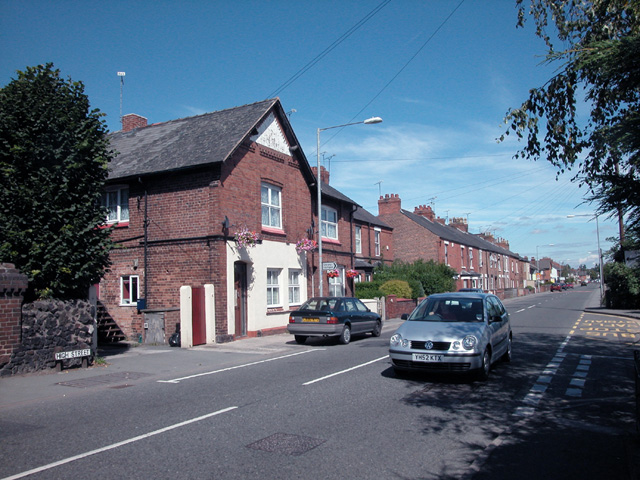
Calle principal de Saltney.

Saltney es una villa en el este del condado galés de Flintshire, al lado del río Dee. Su población, según el censo de 2001, es 4.769, la novena más grande en Flintshire. El nombre de Saltney es debido a los reservas de sal que había en el área. Saltney es juntada a la ciudad inglesa de Chester, y el campo y la mayoría del estadio del Chester City Football Club está en Saltney. La Boundary Lane (Calle de la Frontera) es la única calle urban en el Reino Unido que está en dos de sus países.
Saltney era conocida como Higher Ferry (Transbordador más Alta), debido a transbordadores que cruzaban el río Dee. Queensferry, una otra villa de Flintshire situada más bajo en el curso del Dee, era conocida como Lower Ferry (Transbordador más Bajo).
El Saltney Town Football Club fue fundado en 2010 y juega en la Primera División de la Liga Nacional de Gales, al cuarto nivel de fútbol en Gales.